# Hasan-Pascha-Moschee

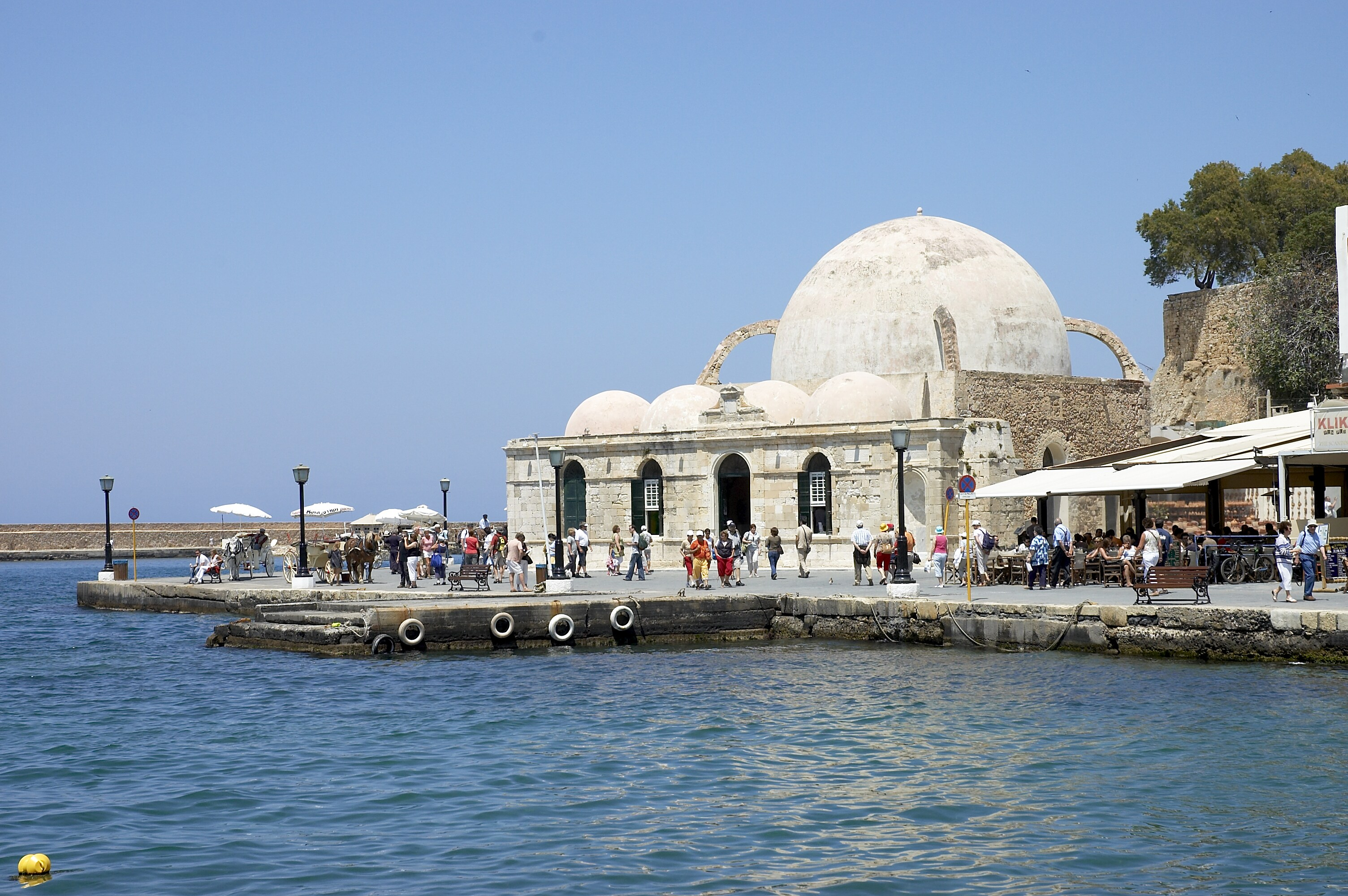
Die Hasan-Pascha-Moschee

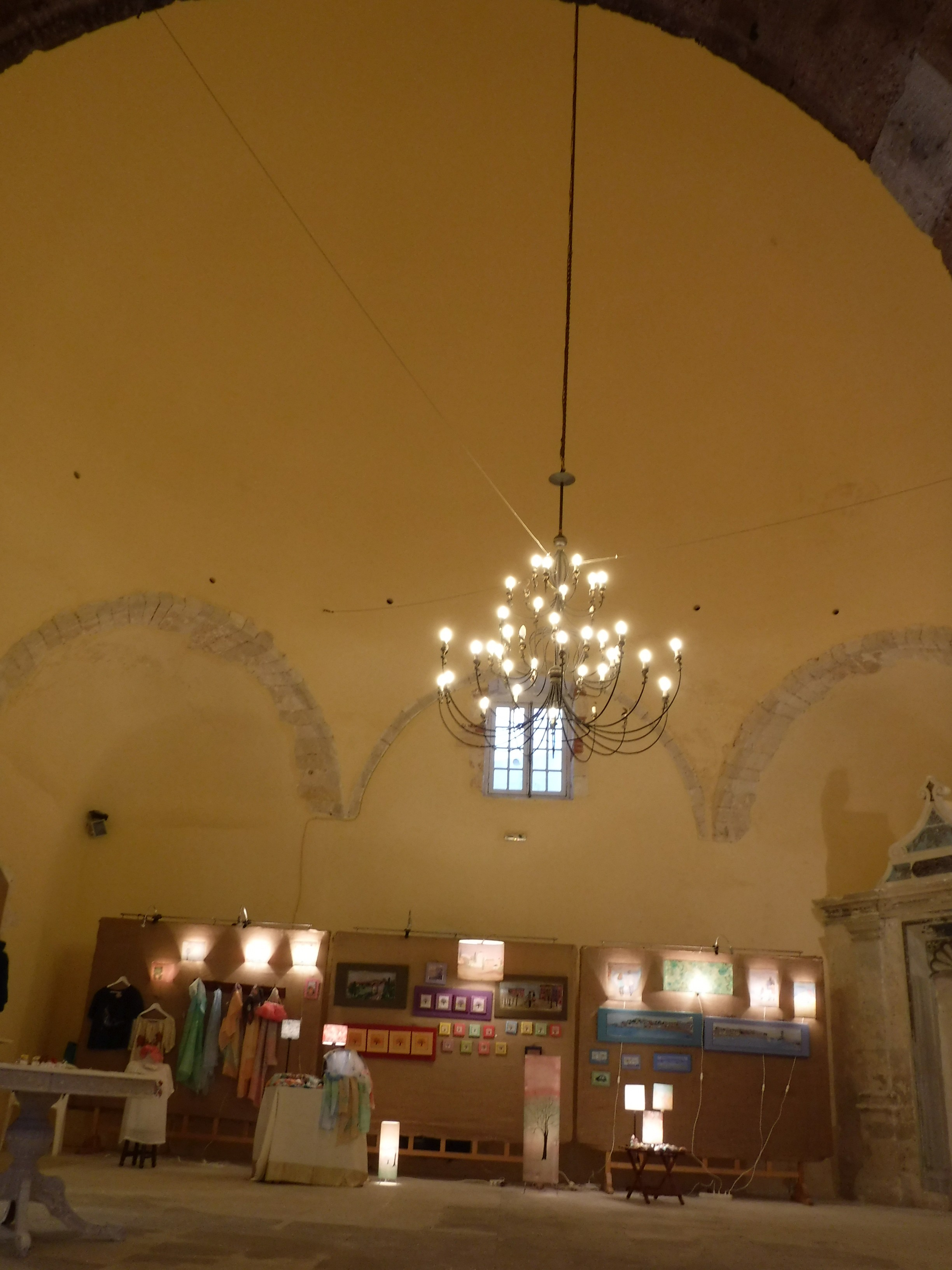
Inneres der ehemaligen Moschee

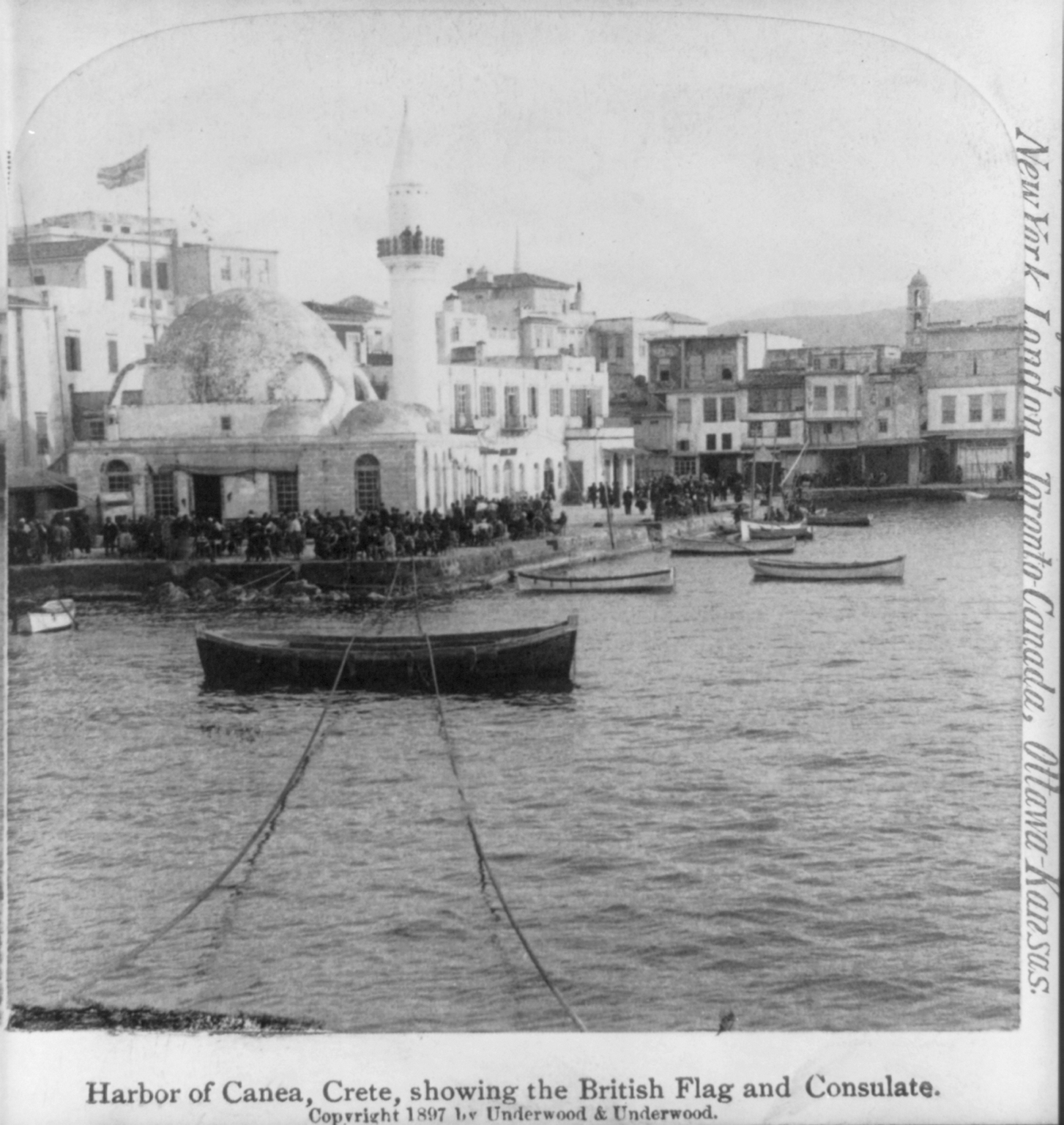
Hasan-Pascha-Moschee in osmanischer Zeit mit Minarett

Die Hasan-Pascha-Moschee (griechisch Τζαμί του Κιουτσούκ Χασάν oder Γιαλί Τζαμί) ist eine historische osmanische Moschee am venezianischen Hafen der Stadt Chania auf Kreta. Sie wurde von einem armenischen Architekten errichtet und ist die erste auf Kreta gebaute Moschee. Derzeit wird die Hasan-Pascha-Moschee unter anderem als Ausstellungsraum genutzt.
Die Hasan-Pascha-Moschee wurde nach der osmanischen Eroberung der Stadt Chania (türkisch Hanya) im Krieg um Kreta im Jahre 1645 zu Ehren des ersten türkischen Garnisonskommandanten Küçük Hasan Pascha an der Stelle einer kleinen byzantinischen Kirche errichtet. Ab 1880 wurden seitlich Portiken mit sieben kleinen Kuppeln an der Nord- und Westseite an Stelle der ursprünglich dachlosen Arkaden angebaut. Die Moschee diente als Gebetsstätte bis 1923, als beim Bevölkerungsaustausch zwischen Griechenland und der Türkei die türkischen Einwohner der Insel auswanderten. Danach wurde es nacheinander als Lagerplatz, Volkskunstmuseum, Touristeninformationsbüro und als Archäologisches Museum von Chania genutzt.
Die Moschee hat ein kubisches Hauptgebäude mit einer großen Kuppel, die von vier aufwändig errichteten Steinbögen gestützt wird, daneben sind sechs kleinere Kuppeln. Im Moscheehof waren Palmen angepflanzt, dort befanden sich die Gräber von verschiedenen Paschas und Janitscharen. Das Minarett der Hasan-Pascha-Moschee wurde im 20. Jahrhundert abgerissen. Bei der Renovierung der Moschee 1998 wurde es nicht wiederaufgebaut.